# 9872 Сольф
9872 Сольф (9872 Solf) — астероїд головного поясу, відкритий 27 лютого 1992 року.
Тіссеранів параметр щодо Юпітера — 3,532.